# Tofiq Taghizadeh
Tofiq Taghizadeh (en azéri : Tofiq Mehdiqulu oğlu Tağızadə), né le 7 février 1919 à Bakou et mort le 27 août 1998 à Bakou, est un réalisateur, scénariste, acteur azerbaïdjanais, Artiste émérite d'Azerbaïdjan (1960) et de Tchétchénie (1964), artiste du peuple de la RSS d'Azerbaïdjan (1976).

## Biographie
Tofiq Taghizadeh est issu d'une famille d'enseignants. Pendant cinq ans, il étudie dans une école de musique. Il entre ensuite à l'institut (aujourd'hui l'Académie nationale du pétrole d'Azerbaïdjan), mais ne termine pas ses études. Plus tard, il entre dans le département de direction de VGIK. Il est le combattant de la Grande Guerre patriotique.
En 1954, il est diplômé du département de direction de VGIK. Il passe près de 40 ans de sa vie au cinéma. 

## Filmographie

### Réalisateur
Les traductions sont celles réalisées automatiquement par Google.
- 1955 : Rencontre (az)
- 1958 : Sur les rivages lointains (az)
- 1959 : Un véritable ami (az)
- 1960 : Mateo Falcone (az)
- 1962 : Le Travail et la rose (az)
- 1965 : Archine mal alan (az)
- 1968 : Je n'étais pas belle (az)
- 1970 : Je veux sept fils... (az)
- 1971 : Chabih  (en azéri: şəbih)[3]
- 1972 : L'Oie d'or (az)
- 1975 : Grand-père Gorgoud (az)
- 1978 : L'Homme de la maison (az)
- 1980 : Numéro un... (en azéri : Bir nömrəli...)[4] fonction indéterminée
- 1981 : Le Grand-père de notre grand-père (az)
- 1985 : La Saison des jardins (az)
- 1991 : Bonjour de l'autre monde (az)
- 1994 : Chien (az)

### Acteur
- 1960 : Mateo Falcone : Gianetto Sanpiero
- 1972 : L'Oie d'or : Teïmour Moukhtarov , président du comité
- 1979 : Un homme étrange (az) réalisé par Ajdar Ibrahimov : un alcoolique
- 1980 : Je veux comprendre (film, 1980) (az) : réalisé par Ogtay Mirgasimov
- 1982 : Les perdus dans le château (az) réalisé par Gülbəniz Əzimzad (az) :Ismaïl Roufamovitch Chevelian, professeur
- 1985 : Terre sanglante (az) réalisé par Əbdül Mahmudov (az) et Hasanagha Turabov : un villageois qui se plaint
- 1990 : La Cave (az) réalisé par Davud İmanov (az) : un pianiste
- 1991 : L'anneau de fortune (az) réalisé par Ramiz Azizbeyli
- 1993 : Simplets affamés (film, 1993) (az) réalisé par Ramiz Həsənoğlu (az) : Mirza Mahmoud, un critique de théâtre
- 1996 : Cinéma azerbaïdjanais-80 (az) réalisé par Cəmil Fərəcov (az) : Tofiq Taghizadeh  en tant que personne interviewée
- 2006 : Moments d'une belle vie (en azéri : Böyük ömrün anları)
- 2007 : Anvar Hasanov. L'un des sept fils (az) réalisé par Elbrus Zeynalov : présence grâce à une photographie
- 2011 : Marques indélébiles... (az) réalisé par Elvin Vəlimətov : documentaire ayant pour sujet Tofiq Tağızadə
- 2015 : Mes films sont le sens de ma vie...Tofiq Tağızadə (film, 2015) (cy) réalisé par Elvin Vəlimətov : documentaire ayant pour sujet Tofiq Tağızadə

### Scénariste
- 1960 : Mateo Falcone
- 1965 : Archine mal alan
- 1991 : Bonjour de l'autre monde

### Fonctions indéterminées
- 1980 : La Seule Issue (en azéri: yeganə çıxış yolu)

## Distinctions
- Ordre de l'insigne d'honneur (9 juin 1959);
- Ordre de la révolution d'Octobre ;
- Artiste émérite de la RSS d'Azerbaïdjan (1960);
- Artiste émérite de l'ASSR tchétchène-ingouche (1964);
- Prix Lénine Komsomol d'Azerbaïdjan (1970)[5].
- Artiste du peuple de la RSS d'Azerbaïdjan (1976)[6].